# Riga (New York)
Pour les articles homonymes, voir Riga (homonymie).
Riga est une ville du comté de Monroe, dans l'État de New York, aux États-Unis,. En 2010, elle comptait une population de 5 590 habitants.

## Démographie
Lors du recensement de 2010, la ville comptait une population de 5 590 habitants. Elle est estimée, en 2016, à 5 627 habitants.